# Cratere Whitman
Whitman è un cratere da impatto sulla superficie di Mercurio.
Il cratere è dedicato al poeta statunitense Walt Whitman.